# 고나영
고나영(1992년 11월 4일 ~ )은 대한민국의 가수이다.

## 이력
1992년 광주직할시 (現 광주광역시)에서 태어났고 2016년 싱글 앨범 'a:rke'로 정식 데뷔하였다. 가수 데뷔 전에 학교에서 연극활동을 한 적이 있다.
가수 이규석 이 그녀의 외삼촌이다.

## 학력
- 동아여자고등학교 (졸업)
- 이화여자대학교 영어영문학과 (졸업)

## 음반

### 싱글
- 2015년 : 《Only For You》
- 2016년 : 《a:rke》
- 2016년 : 《Bloom》
- 2016년 : 《버킷리스트 (Bucket List)》
- 2016년 : 《I Like》

## 방송 프로그램
- 2014년 Mnet 《슈퍼스타K6》
- 2016년 네이버 TV 《선무당 공도사의 창업성공기》 - 한수민 역